# August Blei
August Blei (ur. 26 sierpnia 1893 w Huesten, zm. 28 maja 1947 w Landsberg am Lech) – zbrodniarz hitlerowski, dowódca kompanii wartowniczej SS w obozie koncentracyjnym Mauthausen-Gusen i SS-Obersturmführer.

## Życiorys
Był członkiem SS o numerze identyfikacyjnym 454747. Od stycznia 1941 do 1 kwietnia 1944 Blei był dowódcą kompanii wartowniczej (Kompanienführer) w Mauthausen. W tym czasie wielokrotnie przeprowadzał masowe egzekucje więźniów, a także schwytanych pilotów i spadochroniarzy alianckich (między innymi w początkach września 1944 kierował rozstrzelaniem 36 Holendrów, 4 Brytyjczyków i 6 Amerykanów). Dopuszczał się również zbrodni na więźniach pracujących w obozowych kamieniołomach.
Blei został osądzony przez amerykański Trybunał Wojskowy w Dachau w procesie załogi Mauthausen-Gusen (US vs. Johann Altfuldisch i inni). Za swoje zbrodnie skazany został na karę śmierci przez powieszenie, którą wykonano w więzieniu Landsberg w maju 1947.